# Eucodonopsis achimenoides
Eucodonopsis achimenoides là một loài thực vật có hoa trong họ Tai voi. Loài này được (Bartik) H.E. Moore mô tả khoa học đầu tiên năm 1954.